# 이노촌 (이바라키현)
이노촌(井野村)은 이바라키현 기타소마군에 일찍이 존재했던 촌이다. 현재의 도리데시 남부에 해당한다.

## 역사
- 1889년 4월 1일 - 정촌제 시행에 수반해, 기타소마군 이노촌이 성립하였다.
- 1947년 3월 13일 - 도리데정에 편입해 소멸하였다.